# Wilhelm Heinrich von Creuzer
Wilhelm Heinrich von Creuzer (* um 1740 in Kallstadt; † 24. Januar 1794 in Volmunster) war ein deutscher Verwaltungsjurist und herzoglich pfalz-zweibrückischer Kammerpräsident.

## Leben
Creuzer trat nach dem Studium der Rechtswissenschaft in die pfalz-zweibrückische Verwaltungslaufbahn ein und wurde 1776 Kabinettsekretär, 1777 Kammerrat, 1779 Regierungsrat, 1780 Geheimer Staatssekretär, 1783 Geheimer Rat und 1785 Kammerpräsident. Im Jahr 1786 wurde er aus dem Dienst entlassen.
Im Jahr 1783 wurde Creuzer in den erblichen Adelsstand erhoben.
Creuzer heiratete im Jahr 1777 Johannetta Philippine Weyland, die Tochter des Georg Karl Weyland (1720–1796), Wirklicher Geheimer Rat und Kammerdirektor zu Zweibrücken. Aus der Ehe gingen drei Söhne und drei Töchter hervor, darunter der französische General Karl Ludwig von Creuzer.